# Образование в Молдове
Образование в Молдавии является в основном государственным. По Конституции Республики Молдова образование является обязательным с 7 лет; государственное образование бесплатно. Ответственность за развитие системы образования в стране возложена на Министерство просвещения Республики Молдова.
По конституции целями образования в Молдавии являются:
удовлетворение образовательных потребностей личности и общества;
развитие человеческого потенциала для обеспечения качества жизни, устойчивого развития экономики и благосостояния народа;
развитие национальной культуры;
продвижение межкультурного диалога, терпимости, недискриминации и социальной интеграции;
продвижение обучения в течение всей жизни;
содействие сочетанию профессиональной деятельности мужчин и женщин с семейной жизнью.
По данным Всемирного банка общий уровень грамотности на 2013 год составил 99,17 %, а уровень грамотности среди молодёжи в возрасте от 15 до 24 лет составлял 100 %. В среднем на образование приходилось около 20 % расходов государственного бюджета и 8 % от ВВП Молдавии.

## Структура системы образования
Обязательным является среднее образование до 18 лет. Образование в Молдавии подразделяется на 8 уровней:
- уровень 0 — раннее образование:

— преддошкольное образование;
— дошкольное образование;
- уровень 1 — начальное образование (4 года);
- уровень 2 — среднее образование, I цикл: гимназическое образование (5 лет);
- уровень 3

— среднее образование II цикл:
— лицейское образование (3 года);
— среднее профессионально-техническое образование (3 года);
- уровень 4 — послесреднее профессионально-техническое образование;
- уровень 5 — послесреднее нетретичное профессионально-техническое образование;
- уровень 6 — высшее образование, I цикл: лиценциат;
- уровень 7 — высшее образование, II цикл: мастерат;
- уровень 8 — высшее образование, III цикл: докторат[1].

## Среднее образование
Среднее образование включает в себя начальное образование (1-4 классы), гимназическое образование (5-9 классы) и лицейское образование (10-12 классы).

### Начальное образование
Начальное образование начинается примерно с 6-7 лет и заканчивается в 10-11 лет. Здесь один учитель преподаёт практически все предметы за исключением изобразительного искусства, физического воспитания, музыки и иностранных языков. Обязательными предметами здесь являются: родной язык (в зависимости от школы это может быть русский, румынский, гагаузский, украинский, болгарский), в частности умение читать и писать, математика, иностранный язык, труд, физкультура, рисование, музыка. После окончания данной ступени образования дети сдают следующие обязательные экзамены: родной язык, математика, румынский

### Гимназическое образование
Среднее (гимназическое образование) образование начинается с 10-11 лет и заканчивается в 15-16 лет. Здесь каждый учитель преподаёт один предмет. Обязательными являются родной язык и литература, иностранный язык, румынский язык и литература, естественные науки (математика, физика, химия), география, биология, информатика, история Молдавии, всеобщая история, гражданское воспитание, изобразительное искусство, музыка, технологическое воспитание. Также один предмет на выбор, которые ученики выбирают себе сами. После окончания среднего образования обязательно сдаются следующие экзамены: родной язык и литература, румынский язык и литература, математика, история румын и всеобщая история. После сдачи экзамена выпускнику выдаётся аттестат, и ученик вправе остаться учиться в лицее до 12 класса или поступить в профессионально-техническое училище или колледж.

### Лицейское образование
Лицейское образование начинается с 15-16 лет и заканчивается в 18-19 лет и длится три года. Оно является последним этапом в среднем образовании. Выбор предметов более свободный. Присутствует разделение по профилям: ученики выбирают один из четырёх доступных профилей — гуманитарный, реальный, спортивный, искусство. В гуманитарном профиле больший упор делается на гуманитарные науки: литература, история, языки. Появляется также новый предмет — всемирная литература. В реальном профиле упор делается на естественные науки, в частности: физика, математика, информатика, биология, химия. В профиле искусства в зависимости от лицея выпускники изучают одно из направлений искусства: хореография, изобразительное искусство, театральное искусство, музыкальное искусство.
В спортивном профиле упор делается на спортивные дисциплины. Изучаемые дисциплины также зависят от лицея. Доступны следующие виды спорта: спортивная гимнастика (с разделением на мужскую и женскую группу), 
художественная гимнастика,
плавание,
акробатика,
прыжки на батуте,
спортивные танцы,
аэробика, теннис, настольный теннис,
шахматы, шашки,
баскетбол, футбол, бадминтон, спортивное ориентирование,
спортивный туризм,
легкая атлетика,
парусный спорт,
водное поло, волейбол,
гандбол, регби, восточные единоборства,
фехтование, велоспорт,
стрельба, гребля на
байдарках и каноэ, конный
спорт, современное
пятиборье,
бокс, борьба, гиревой спорт, гребля
академическая,
технические и прикладные
виды спорта,
тяжелая атлетика.
Также в лицейском образовании присутствуют необязательные предметы, один или два из которых по желанию могут быть выбраны учениками:
- Развитие общества
- Экономическое и предпринимательское воспитание
- Европейская интеграция
- Управление компьютерами и сетями
- Экологическое воспитание
- Введение в социологию
- Межкультурное воспитание
- Узнаем друг друга лучше
- Культура общения

По окончании лицея ученики сдают экзамены, называемые «бакалавриат» (первый цикл обучения в высшем образовании называется лиценциатом). Бакалавриат состоит из экзаменов по следующим предметам: румынский язык и литература (для учащихся на ином языке), иностранный язык, родной язык, история румын и всеобщая история (для гуманитарного профиля обучения), либо математика (для реального профиля обучения) и один по выбранному учеником предмету (география, физика, химия, биология, математика, история, информатика). Диплом об окончании лицея даёт право поступать в высшие учебные заведения.

## Высшее образование
В Молдове 18 государственных и 11 частных высших учебных заведений, в которых обучаются 126 100 студентов, в том числе 104,3 тыс в государственных университетах и 21,7 тыс. в частных. Количество студентов на 10 000 жителей в Молдове постоянно растет с момента распада Советского Союза, достигнув 217 в 2000-2001 годах и 351 в 2005-2006 годах.
В молдавских университетах, институтах и академиях насчитывается 6200 преподавателей (в среднем 1 преподаватель на 20,3 учащихся). Из них только 2700 (43 %) имеют степени доктора наук, в том числе 358 (5,8 %), которые также имеют высшую академическую степень. Молдавские преподаватели в среднем работают по 20 часов в неделю (одна из самых высоких нагрузок в мире).
52,5 % студентов, имеющих высшее образование по экономике, юриспруденции и социальным наукам, 18,4% — инженерное образование и архитектура, 16,0% - образование. В общей сложности, в молдавских университетах предлагается 90 специальностей.
101 100 студентов, или 80,2 %, оплачивают учебу. Стоимость обучения приблизительно составляет 2000 до 7 300 молдавских лей в год (от 120 до 430 евро в год). Государство регулярно увеличивает количество бесплатных мест: в 2001 году 5085 мест, в 2002 году — 5290, в 2003 году — 5628, в 2004 году — 6354, в 2005 году — 7048, в 2006 году — 7835. 
15 % бесплатных мест зарезервированы и распределены среди кандидатов из малообеспеченных семей. Стремясь поддержать их, государство предоставляет стипендии 70 % студентов, которые занимают бесплатные места, то есть 14,4% от общего числа студентов. По состоянию на 1 января 2006 года эти стипендии входят в три категории: 210, 230 или 270 молдавских леев в месяц, то есть 12, 14 или 16 евро в месяц соответственно.
78,4 % студентов обучаются на румынском языке, в то время как 19,5 % изучают на русском языке. Иностранные языки становятся менее популярными в последние годы: 1,8% учились на английском или французском языках в течение 2010-2011 учебного года, по сравнению с 3,2% в 2006-2007 учебном году.
Национальный совет по аккредитации и аттестации — это организация, которая утверждает программы экзаменов для докторантов, даёт ученые степени студентам. Он публикует в Интернете все кандидатские диссертации.
| Название ВУЗ-а | Адрес                                                  | Веб-сайт                         |
| --- | ------------------------------------------------------ | -------------------------------- |
| Государственные |                                                        |                                  |
| Молдавский государственный университет (Universitatea de Stat din Moldova)                                                                     | MD-2009, mun. Chișinău, str. A.Mateevici, 60           | www.usm.md                       |
| Государственный педагогический университет имени Иона Крянгэ (Universitatea Pedagogică de Stat «I. Creangă»)                                   | MD-2069, mun. Chișinău, str. Ion Creangă, 1            | www.upsc.md                      |
| Технический университет Молдовы (Universitatea Tehnică a Moldovei)                                                                             | MD-2004, mun. Chișinău, bd. Ștefan cel Mare, 168       | www.utm.md                       |
| Академия экономического образования Молдавии (Academia de Studii Economice a Moldovei)                                                         | MD-2005, mun. Chișinău, str. Bănulescu Bodoni, 51      | www.ase.md                       |
| Бельцкий государственный университет (Universitatea de Stat «Alecu Russo» din Bălți)                                                           | MD-2131, mun. Bălți, str. Pușkin, 38                   | www.usarb.md                     |
| Комратский государственный университет (Universitatea de Stat din Comrat)                                                                      | MD-3800, or. Comrat, str. Galațan, 17                  | www.kdu.md                       |
| Государственный университет физической культуры и спорта Республики Молдова (Universitatea de Stat de Educație Fizică și Sport)                | MD-2024, mun. Chișinău, str. A.Doga, 24/1              | www.usefs.md                     |
| Государственный университет медицины и фармакологии имени Николая Тестемицану (Universitatea de Stat de Medicină și Farmacie «N. Testemițanu») | MD-2004, mun. Chișinău, bd. Ștefan cel Mare, 165       | www.usmf.md                      |
| Aкадемия Министерства Внутренних Дел "Стефан Великий" (Academia «Ștefan cel Mare» a Ministerului Afacerilor Interne)                           | MD-2009, mun. Chișinău, str. Gh.Asachi, 21             | www.academy.police.md            |
| Институт международных отношений Молдавии (Institutul de Relații Internaționale din Moldova)                                                   | MD-2005, mun. Chișinău, str. Pușkin, 54                | www.irim.md                      |
| Академия музыки, театра и изобразительного искусства (Academia de Muzică, Teatru și Arte Plastice)                                             | MD-2009, mun. Chișinău, str. A.Mateevici, 87           | www.amtap.md                     |
| Военная Академия Вооружённых Сил "Александр Добрый" (Academia Militară a Forțelor Armate «Alexandru cel Bun»)                                  | MD-2023, mun. Chișinău, str. Haltei, 21                | www.army.md                      |
| Кагульский государственный университет имени Богдана Петричейку Хашдеу (Universitatea de Stat «Bogdan Petriceicu Hasdeu» din Cahul)            | MD-3901, or. Cahul, Piața Independenței, 1             | www.usch.md                      |
| Тараклийский государственный университет (Universitatea de Stat din Taraclia)                                                                  | MD-7400, or. Taraclia, str. Păcii, 4                   | -                                |
| Университет при Академии Наук Молдовы (Universitatea Academiei de Științe a Moldovei)                                                          | MD-2028, mun. Chișinău, str. Academiei, 3/2            | www.edu.asm.md, www.mrda.md/asmu |
| Академия Публичного Управления (Academia de Administrare Publică)                                                                              | MD- 2070, mun. Chișinău, str. Ialoveni 100             | www.aap.gov.md                   |
| Частные |                                                        |                                  |
| Международный Независимый Университет Молдовы (Universitatea Liberă Internațională din Moldova)                                                | MD-2012, mun. Chișinău, str. Vlaicu Pîrcălab, 52       | www.ulim.md                      |
| Международный Институт Менеджмента (Institutul Internațional de Management)                                                                    | MD-2043, or. Chișinău, str. Hristo Botev, 9/1          | www.imi-nova.md                  |
| Университет «Perspectiva — INT» | MD-2071, mun. Chișinău, str. Alba Iulia, 75            | www.perspectiva.md               |
| Кооперативно-Торговый Университет Молдовы (Universitatea Cooperatist-Comercială din Moldova)                                                   | MD-2001, mun. Chișinău, bd. Gagarin, 8                 | www.uccm.md                      |
| Славянский Университет (Universitatea Slavonă)                                                                                                 | MD-2068, mun. Chișinău, str. Florilor, 28/1            | www.surm.md                      |
| Universitatea de Studii Politice și Economice Europene «Constantin Stere»                                                                      | MD-2025, mun. Chișinău, bd. Ștefan cel Mare, 200, et.3 | www.uspee.md                     |
| Universitatea de Studii Europene din Moldova                                                                                                   | MD-2024, mun. Chișinău, str. Iablocikin, 2/1           | www.usem.md                      |
| Universitatea «Școala Antropologică Superioară»                                                                                                | MD-2024, mun. Chișinău, str. Zimbrului, 10 «A»         | www.ant.md                       |
| Academia de Transporturi, Informatică și Comunicații                                                                                           | MD-2002, mun. Chișinău, str. Muncești, 121a            | www.aticmd.md                    |
| Institutul Nistrean de Economie și Drept | MD-3100, or. Bălți, str. Ștefan cel Mare, 82           | -                                |
| IPÎ Institutul de Științe Penale și Criminologie Aplicată                                                                                      | MD-2032, mun. Chișinău, str. Voluntarilor, 8/3         | -                                |